# 良才洞
良才洞（：／ Yangjae dong */?）是大韓民國首都首爾特別市南部瑞草區南部的一個法定洞，對應的行政洞是良才1洞的部份及良才2洞的部份。
良才洞取名於洞內的良才川及朝鮮王朝時代的良才里。在朝鮮中宗時期，這裡曾經發生良才驛壁書事件。現時，瑞草區的區廳（區辦事處）亦位於這裡（良才1洞）。

## 交通
地鐵
- ●首都圈電鐵3號線：良才站
- ●新盆唐線：良才站 - 良才市民之林站

公路
- 京釜高速公路起點良才交流道。
- 江南大路的終點。

## 旅遊
- 良才花卉市場
- 良才市民公園：設有尹奉吉的紀念館

## 企業
- 現代汽車研發中心